# Джентиле, Доминик
Доминик «Дон» Сальваторе Джентиле (6 декабря 1920 — 28 января 1951) — американский лётчик-истребитель итальянского происхождения, участник Второй мировой войны. В годы войны Джентиле вошёл в число лучших асов, свои победы он одержал в составе британских и ВВС Армии США на Европейском театре военных действий.

## Биография
Доминик Джентиле родился в городе Пикуа, штат Огайо, в семье итальянцев Пэтси и Джозефины Джентиле, которые иммигрировали в США в 1907 году. Летать Доминик начал ещё студентом колледжа на собственном биплане. До 1941 года близкие и друзья его звали Дом — сокращение от Доминик. Но затем он попросил называть себя Доном, не желая ассоциироваться с Италией, воевавшей на стороне Германии в войне, в которую вступили США.
Джентиле хотел уйти воевать, но согласно установленным в военной авиации США правилам перед началом полётов требовалось пройти двухгодичный теоретический курс, однако в ВВС стран Британского Содружества это было необязательно. Юноша пересёк границу США, чтобы вступить в Королевские ВВС Канады, затем прошёл восьминедельную подготовку, сокращённую до двух недель, и отбыл в Великобританию. В начале 1942 года уже в звании офицера Джентиле был включён в состав 133-й эскадрильи, одной из «эскадрилий орлов» британских ВВС, личный состав которых комплектовался из добровольцев-американцев.
19 августа 1942 года Джентиле на истребителе Supermarine Spitfire в ходе битвы за Дьеп за десять минут сбил два самолёта: Focke-Wulf Fw 190 и Junkers Ju 88 — за что был награждён британским Крестом «За выдающиеся лётные заслуги». К этому времени США вступили в войну, а в Великобритании в составе американской 8-й Воздушной армии приступили к формированию истребительных эскадрилий. В этих условиях было принято решение о передаче личного состава «эскадрилий орлов» из британских ВВС в 4-ю истребительную группу авиации Армии США.
В сентябре 1942 года Джентиле был зачислен в 336-ю истребительную эскадрилью 4-й истребительной группы (авиабаза Дебден, в 17 км от Кембриджа). Данная эскадрилья действовала настолько успешно, что Герман Геринг назвал её лётчиков «гангстерами из Дебдена». В то время в самой 4-й группе титул самого результативного аса оспаривали Джентиле и Дуэйн Бизон. В конечном итоге первенство осталось за Джентиле.
В конце 1943 года Доминик Джентиле пересел на P-51 Mustang. Вместе со своим ведомым Джоном Т. Годфри, также бывшим «орлом», образовали результативный тандем. Лётчики фактически не делили себя на «ведущего» и «ведомого»: первым атаковал противника тот, кто первым его заметил, или же тот, у кого была лучшая для атаки позиция. Джентиле и Годфри летали на боевые задания вместе более полугода, выполнив около сотни боевых вылетов. Геринг обещал специальную награду тому, кто собьёт лётчиков. 8 марта 1944 года Джентиле записал на свой счёт 4,5 победы (одна победа — совместно), а 29 марта и в своём последнем бою 8 апреля 1944 года — по три победы. Всего в составе 4-й группы Джентиле одержал в воздушных боях 19 побед, ещё два самолёта противника он сбил, когда был лётчиком 133-й эскадрильи британских ВВС. Кроме того, лётчик уничтожил несколько самолётов противника на аэродромах — на том этапе войны командование 8-й Воздушной армии приняло решение засчитывать своим лётчикам «наземные» победы, побуждая их уничтожать больше самолётов противника на аэродромах. Помимо британского Креста «За выдающиеся лётные заслуги», Джентиле был награждён и американскими наградами: Крестом «За выдающиеся заслуги», Медалью «За Американскую кампанию», Крестом лётных заслуг и Воздушной медалью.
В июне 1944 года Джентиле перевели в испытательный центр на авиабазе Райт-Филд, штат Огайо, где он был назначен лётчиком-испытателем по программе истребителя Lockheed T-33 Shooting Star и служил там вплоть до увольнения из американских ВВС в апреле 1946 года. Но уже в декабре того же года Джентиле вернулся в ВВС на должность инструктора воздушно-стрелковой подготовки в Авиационно-тактическое училище и прослужил там до сентября 1948 года. В июне 1949 года он перевёлся в Мэрилендский университет в Колледж-Парке.
28 января 1951 года Джентиле взлетел с авиабазы Эндрюс на реактивном учебно-тренировочном самолёте Lockheed T-33 для выполнения короткого тренировочного полёта, но машина разбилась в районе Форествилла, штат Мэриленд, Джентиле и второй член экипажа погибли. В честь аса созданный в 1962 году в Кеттеринге, штат Огайо, центр радиоэлектронного снабжения был переименован в военно-воздушную базу «Джентиле» (ВВС США). До своего закрытия в 1993 году база обеспечивала логистическую поддержку поставок электрического и электронного оборудования различным родам войск. В 1995 году Джентиле был включён в Национальный авиационный зал славы США.